# All Saints (David Bowie)
All Saints är två olika samlingsalbum av David Bowie, det första släppt 1993 och det andra 2001 av EMI båda samlar delar av hans instrumentala produktion.
Den första All Saints-samlingen var en dubbelskiva som gavs i julklapp till Bowies vänner och familj 1993. Bara 150 exemplar gjordes. Eftersom den var såpass sällsynt blev den ett eftertraktat samlarobjekt genom åren.
År 2001 gavs ett andra album med titeln All Saints ut av Bowie. För denna utgåvan ströks alla spår från Black Tie White Noise albumet såväl som "South Horizon" från The Buddha of Suburbia ströks, men "Brilliant Adventure" från 'hours...' och "Crystal Japan" lades in i stället.
Ingen av samlingarna är en komplett samling över Bowies instrumentala material.

## 1993-versionen låtlista

### Skiva 1
1. "Warszawa" – 6:17 (Bowie, Brian Eno)
2. "Some Are" (Low Symphony version) – 11:17 (Bowie, Eno, Philip Glass)
3. "Subterraneans" – 5:37 (Bowie)
4. "Moss Garden" – 5:03 (Bowie, Eno)
5. "Sense of Doubt" – 3:57 (Bowie)
6. "Neuköln" – 4:34 (Bowie, Eno)
7. "Art Decade" – 3:43 (Bowie)
8. "The Mysteries" – 7:08 (Bowie)
9. "Ian Fish U.K. Heir" – 6:20 (Bowie)

### Skiva 2
1. "Abdulmajid" – 3:40 (Bowie, Eno)
2. "South Horizon" – 5:20 (Bowie)
3. "Weeping Wall" – 3:25 (Bowie)
4. "Pallas Athena" – 4:40 (Bowie)
5. "A New Career in a New Town" – 2:50 (Bowie)
6. "The Wedding" – 5:04 (Bowie)
7. "V-2 Schneider" – 3:10 (Bowie)
8. "Looking for Lester" – 5:36 (Bowie, Nile Rodgers)
9. "All Saints" – 3:35 (Bowie, Eno)

## 2001-versionen låtlista
1. "A New Career In A New Town" – 2:50 (Bowie)
2. "V-2 Schneider" – 3:10 (Bowie)
3. "Abdulmajid" – 3:40 (Bowie, Eno)
4. "Weeping Wall" – 3:25 (Bowie)
5. "All Saints" – 3:35 (Bowie, Eno)
6. "Art Decade" – 3:43 (Bowie)
7. "Crystal Japan" – 3:08 (Bowie)
8. "Brilliant Adventure" – 1:51 (Bowie)
9. "Sense Of Doubt" – 3:57 (Bowie)
10. "Moss Garden" – 5:03 (Bowie, Eno)
11. "Neuköln" – 4:34 (Bowie, Eno)
12. "The Mysteries" – 7:12 (Bowie)
13. "Ian Fish U.K. Heir" – 6:27 (Bowie)
14. "Subterraneans" – 5:37 (Bowie)
15. "Warszawa" – 6:17 (Bowie, Eno)
16. "Some Are" (Low Symphony version) – 11:17 (Bowie, Eno, Glass)